# Kensett (Arkansas)
Kensett é uma cidade localizada no estado americano de Arkansas, no Condado de White.

## Demografia
Segundo o censo americano de 2000, a sua população era de 1791 habitantes.
Em 2006, foi estimada uma população de 1714, um decréscimo de 77 (-4.3%).

## Geografia
De acordo com o United States Census Bureau, a localidade tem uma área de 4,6 km², sem área coberta por água. Kensett localiza-se a aproximadamente 68 m acima do nível do mar.

## Localidades na vizinhança
O diagrama seguinte representa as localidades num raio de 16 km ao redor de Kensett.